# En la niebla

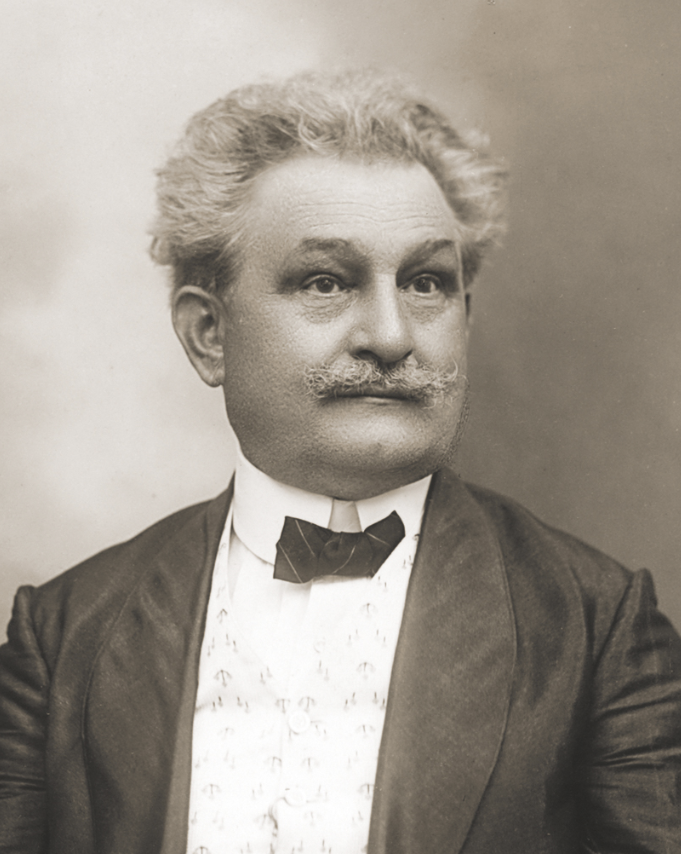
Leoš Janáček en 1914

En la niebla (en checo: V mlhách) es un ciclo para piano del compositor checo Leoš Janáček, el último de sus trabajos más importantes para el instrumento. Fue compuesto en 1912, fecha en la que Janáček padecía la muerte de su hija Olga y sus óperas aún eran rechazadas en las casas de ópera de Praga. Las cuatro partes del ciclo están escritas en tonalidades "nebulosas", con cinco o seis bemoles. Otra característica del ciclo es el constante cambio de tiempo. La atmósfera del ciclo se suele caracterizar como impresionista, con influencia de Claude Debussy.
Las piezas fueron estrenadas el 7 de diciembre de 1913 por Marie Dvořáková, en un concierto organizado por la sociedad coral morava, en el pueblo de Kroměříž.

## Estructura
Como se ha dicho, el ciclo consta de cuatro partes:
1. Andante
2. Molto adagio
3. Andantino
4. Presto

## Grabaciones
- Janáček: Piano Sonata 1.X.1905 • In the Mists etc. (Leif Ove Andsnes) CD 2000 EMI Records Ltd 7243 5 61839 2 6
- Leos Janácek: A Recollection. (András Schiff) CD 2001 Ecm Records B000059X1W
- Janáček: Complete Piano Works. (Jan Jiraský) CD ArcoDiva 2004. UP 0071-2132
- Janáček: Piano Works. (Josef Páleníček) CD Supraphon 2005. SU 3812-2
- Janácek: Piano Works.(Håkon Austbø) CD Brilliant Classics B0009IW8RG
- In The Mists. (Ivana Gavrić) CD 2010 Champs Hill Records CHRCD009